# L'ultimo amore di Baba Dunja
L'ultimo amore di Baba Dunja (Baba Dunjas letzte Liebe in tedesco) è un romanzo pubblicato nel 2015 dalla scrittrice russa naturalizzata tedesca Alina Bronsky.

## Descrizione
L'ambiente è quello di un villaggio, Chernovo, che si trova nella cosiddetta zona della morte di Černobyl' e dove le autorità hanno vietato di restare. I villaggi circostanti sono deserti e Chernovo ha addirittura un proprio cimitero perché nessuno vuole i corpi radioattivi. Nella città più vicina si pensa ad esempio a bare di piombo per le sepolture. Vengono descritti uccelli gridano più forte che altrove e ragni che tessono tele enormi. L'autrice prende spunto dalla sua esperienza di emigrante russa in Germania e ricrea un'atmosfera autentica e colorata, dove luoghi e personaggi prendono vita in modo credibile e realistico.

## Trama
Il romanzo di Alina Bronsky racconta di un'anziana donna che non vuole lasciare la sua casa nella zona della morte nei pressi di Černobyl, in Ucraina. Dopo il disastro nucleare, e giunta ormai alla fine della sua vita nella quale ha voluto assicurare il futuro ai figli, ha scelto di restare in questo luogo che tuttavia rappresenta tutto ciò che le resta. Nel villaggio di Chernovo vicino alla centrale rimane con pochi residenti in modo clandestino rioccupando gli edifici e sfidando radiazioni e isolamento. Baba Dounia è una vedova novantenne decisa a finire i suoi giorni in casa, col suo orto e coi suoi pochi vicini di un tempo. Ad un certo punto però vi sono nuovi arrivi, che rischieranno di sconvolgere i fragili equilibri che si erano stabiliti nella piccola comunità.

## Critica e recensioni
Il romanzo è scritto in modo semplice e vero. L'argomento estremamente serio viene raccontato senza esagerazioni, con punte di umorismo freddo, come l'incontro e il dialogo con persone morte. La storia è sorprendente, la protagonista è freddamente pragmatica ma sentimentale, indurita dalle circostanze ma ancora con un barlume di meraviglia per il mondo.

## Edizione originale
- (DE) Alina Bronsky, Baba Dunjas letzte Liebe Roman, Köln, Kiepenheuer & Witsch, 2015, OCLC 909789928.

## Edizione italiana
- Alina Bronsky, L'ultimo amore di Baba Dunja, traduzione di Scilla Forti, Rovereto (TN), Keller, 2016, ISBN 9788889767955, OCLC 982267408.

## Edizioni in altre lingue
- (EN) Alina Bronsky, Baba Dunja's last love, traduzione di Tim Mohr, New York, Europa Editions, 2016, OCLC 921865011.
- (DA) Alina Bronsky, Baba Dunja og kærligheden: roman, traduzione di Jacob Jonia, Copenhagen, Kristeligt Dagblad, 2016, OCLC 957192527.
- (HU) Alina Bronsky, Baba Dunya utolsó szerelme levelek Csernobilból, Budapest, Trivium kiadó, 2017, OCLC 1199668520.
- (CA) Alina Bronsky, L'últim amor de Baba Dúnia, traduzione di Ramon Farrés, Barcelona, Editorial Les Hores, 2019, OCLC 1224232716.
- (FR) Alina Bronsky, Le dernier amour de Baba Dounia: roman, traduzione di Isabelle Liber, Arles, Actes Sud, 2019, OCLC 1098228049.
- (ES) Alina Bronsky, El último amor de Baba Dunja, traduzione di Ariel Magnus, Madrid, Tres Puntos, 2021, OCLC 1272865850.